# Szaturnusz-díj a legjobb független filmnek
A legjobb független filmnek járó Szaturnusz-díjat évente adja át az Academy of Science Fiction, Fantasy & Horror Films szervezet.
A díjjal a független, vagyis a hollywood filmstúdióktól függetlenül gyártott és ezért alacsonyabb költségvetésű filmeket értékelik, a 2013-as, 39. díjátadó óta.

## Győztesek és jelöltek
Győztes film
- – Oscar-nyertes mű legjobb film kategóriában.
- – Oscarra jelölt mű legjobb film kategóriában.

(MEGJEGYZÉS: Az Év oszlop az adott film bemutatási évére utal, a tényleges díjátadó ceremóniát a következő évben rendezték meg.)

### 2010-es évek
| Év                       | Magyar cím                                         | Eredeti cím                                    |
| ------------------------ | -------------------------------------------------- | ---------------------------------------------- |
| 2012 (39. díjátadó)      | Gyilkos Joe                                        | Killer Joe                                     |
| 2012 (39. díjátadó)      | Szolgálatkészség                                   | Compliance                                     |
| 2012 (39. díjátadó)      | Hitchcock                                          | Hitchcock                                      |
| 2012 (39. díjátadó)      | Az újságos fiú                                     | The Paperboy                                   |
| 2012 (39. díjátadó)      | A robot és Frank                                   | Robot & Frank                                  |
| 2012 (39. díjátadó)      | Kockázatos túra                                    | Safety Not Guaranteed                          |
| 2012 (39. díjátadó)      | Míg a világvége el nem választ                     | Seeking a Friend for the End of the World      |
| 2013 (40. díjátadó)      | 12 év rabszolgaság                                 | 12 Years a Slave                               |
| 2013 (40. díjátadó)      | Szép remények                                      | Great Expectations                             |
| 2013 (40. díjátadó)      | Llewyn Davis világa                                | Inside Llewyn Davis                            |
| 2013 (40. díjátadó)      | A titokzatos szerető                               | The Invisible Woman                            |
| 2013 (40. díjátadó)      | A harag tüze                                       | Out of the Furnace                             |
| 2013 (40. díjátadó)      | Upside Down                                        |                                                |
| 2014 (41. díjátadó)      | Whiplash                                           | Whiplash                                       |
| 2014 (41. díjátadó)      | Hibátlan előadás                                   | Grand Piano                                    |
| 2014 (41. díjátadó)      | A szem tükrében                                    | I Origins                                      |
| 2014 (41. díjátadó)      | Egy durva év                                       | A Most Violent Year                            |
| 2014 (41. díjátadó)      | Egyetlen szerelmem                                 | The One I Love                                 |
| 2014 (41. díjátadó)      | Kétarcú január                                     | The Two Faces of January                       |
| 2015 (42. díjátadó)      | A szoba                                            | Room                                           |
| 2015 (42. díjátadó)      | 99 Otthon                                          | 99 Homes                                       |
| 2015 (42. díjátadó)      | Csontok és skalpok                                 | Bone Tomahawk                                  |
| 2015 (42. díjátadó)      | Rendőrautó                                         | Cop Car                                        |
| 2015 (42. díjátadó)      | Experimenter                                       |                                                |
| 2015 (42. díjátadó)      | Trumbo                                             | Trumbo                                         |
| 2016 (43. díjátadó)      | Kaliforniai álom                                   | La La Land                                     |
| 2016 (43. díjátadó)      | Az élet ára                                        | Eye in the Sky                                 |
| 2016 (43. díjátadó)      | Vademberek hajszája                                | Hunt for the Wilderpeople                      |
| 2016 (43. díjátadó)      | Oroszlán                                           | Lion                                           |
| 2016 (43. díjátadó)      | The Ones Below                                     |                                                |
| 2016 (43. díjátadó)      | Emlékezz!                                          | Remember                                       |
| 2017 (44. díjátadó)      | Az igazi csoda                                     | Wonder                                         |
| 2017 (44. díjátadó)      | Én, Tonya                                          | I, Tonya                                       |
| 2017 (44. díjátadó)      | LBJ – Az elnök                                     | LBJ                                            |
| 2017 (44. díjátadó)      | Lucky                                              |                                                |
| 2017 (44. díjátadó)      | Marston professzor és a két Wonder Woman           | Professor Marston and the Wonder Women         |
| 2017 (44. díjátadó)      | Super Dark Times                                   |                                                |
| 2017 (44. díjátadó)      | Wonderstruck                                       |                                                |
| 2018/2019 (45. díjátadó) | Mandy – A bosszú kultusza                          | Mandy                                          |
| 2018/2019 (45. díjátadó) | Amerikai állatok                                   | American Animals                               |
| 2018/2019 (45. díjátadó) | Anna and the Apocalypse                            |                                                |
| 2018/2019 (45. díjátadó) | Az ember, aki megölte Hitlert és aztán a Nagylábút | The Man Who Killed Hitler and Then the Bigfoot |
| 2018/2019 (45. díjátadó) | Ophelia                                            |                                                |
| 2018/2019 (45. díjátadó) | '84 nyara                                          | Summer of 84                                   |
| 2018/2019 (45. díjátadó) | A holnapember                                      | The Tomorrow Man                               |
| 2019/2020 (46. díjátadó) |                                                    | Encounter                                      |
| 2019/2020 (46. díjátadó) | Az igazság nyomában                                | Angel of Mine                                  |
| 2019/2020 (46. díjátadó) | Léghajósok                                         | The Aeronauts                                  |
| 2019/2020 (46. díjátadó) | Color Out of Space                                 |                                                |
| 2019/2020 (46. díjátadó) | Szörnyszülöttek                                    | Freaks                                         |
| 2019/2020 (46. díjátadó) | Palm Springs                                       | Palm Springs                                   |
| 2019/2020 (46. díjátadó) | Gyilkos tudat                                      | Possessor                                      |

### 2020-as évek
| Év                       | Magyar cím              | Eredeti cím               |
| ------------------------ | ----------------------- | ------------------------- |
| 2021/2022 (50. díjátadó) | Pár-baj                 | Dual                      |
| 2021/2022 (50. díjátadó) | Alice                   |                           |
| 2021/2022 (50. díjátadó) | Álmaink Lova            | Dream Horse               |
| 2021/2022 (50. díjátadó) | Arany                   | Gold                      |
| 2021/2022 (50. díjátadó) | Mass                    |                           |
| 2021/2022 (50. díjátadó) | Valaki figyel           | Watcher                   |
| 2022/2023 (51. díjátadó) | Pearl                   | Pearl                     |
| 2022/2023 (51. díjátadó) | Aporia                  |                           |
| 2022/2023 (51. díjátadó) | Brooklyn 45 – A szeánsz | Brooklyn 45               |
| 2022/2023 (51. díjátadó) | Zuhanás                 | Fall                      |
| 2022/2023 (51. díjátadó) | Jules                   | Jules                     |
| 2022/2023 (51. díjátadó) | The Tutor               |                           |
| 2023/2024 (52. díjátadó) |                         | Late Night with the Devil |
| 2023/2024 (52. díjátadó) | A szer                  | The Substance             |
| 2023/2024 (52. díjátadó) | Álmaid hőse             | Dream Scenario            |
| 2023/2024 (52. díjátadó) | MaXXXine                | MaXXXine                  |
| 2023/2024 (52. díjátadó) | Thelma                  |                           |
| 2023/2024 (52. díjátadó) | The Thicket             |                           |

## Fordítás
- Ez a szócikk részben vagy egészben  a   Saturn Award for Best Independent Film című angol Wikipédia-szócikk fordításán alapul.  Az eredeti cikk szerkesztőit annak laptörténete sorolja fel. Ez a jelzés csupán a megfogalmazás eredetét és a szerzői jogokat jelzi, nem szolgál a cikkben szereplő információk forrásmegjelöléseként.

## Kapcsolódó szócikk
- Független film